# Kamena Gorica
Kamena Gorica es una localidad de Croacia en la ciudad de Novi Marof, condado de Varaždin.

## Geografía
Se encuentra a una altitud de 308 m s. n. m. a 65 km de la capital nacional, Zagreb.

## Demografía
En el censo 2011, el total de población de la localidad fue de 234 habitantes.
| Gráfica de población de Kamena Gorica 1857-2011                     |
|                                                                     |
| Según los censos de población de la oficina estadística de Croacia. |